# Godło Rosyjskiej FSRR

Godło Rosyjskiej Federacyjnej Socjalistycznej Republiki Radzieckiej

Godło Rosyjskiej FSRR w latach 1920–1978

Godło Rosji radzieckiej w latach 1918–1920

Godło Federacji Rosyjskiej w latach 1992–1993

Godło Rosyjskiej Federacyjnej Socjalistycznej Republiki Radzieckiej zawierało typowe elementy godeł republik związkowych ZSRR i było wzorem do opracowania godeł innych części składowych tego kraju. W centralnym miejscu umieszczona była czerwona tarcza a na niej – złoty sierp i młot – symbol sojuszu robotniczo chłopskiego oraz najważniejszy element godła Związku Radzieckiego, a pod nimi - wschodzące słońce – mające wyrażać świt, początek nowej ery w życiu kraju. W górnej części tarczy znajdowała się skrócona nazwa państwa: PCФCP (od Российская Советская Федеративная Социалистическая Республика – Rosyjska Federacyjna Socjalistyczna Republika Radziecka). Całość otoczona była przez wieniec złożony z 14 kłosów zboża. Umieszczenie symbolu zboża w godle z jednej strony podkreślało znaczenie rolnictwa, a zwłaszcza tych właśnie roślin dla gospodarki kraju oraz symbolizowało dobrobyt, a z drugiej - nawiązywało do graficznego wyglądu godła ZSRR. U góry, u zbiegu obu wieńców umieszczono czerwoną pięcioramienną gwiazdę – oznaczającą zwycięstwo komunizmu w pięciu częściach świata, natomiast u dołu, na czerwonej wstędze znajdowało się wezwanie do jedności proletariatu: Proletariusze wszystkich krajów, łączcie się! w języku rosyjskim: Пролетарии всех стран, соединяйтесь!.
Godło w opisanej formie obowiązywało od 1978 r. do roku 1992. W latach poprzednich, od 1920 r. miało bardzo zbliżoną postać, różniącą się jedynie drobnymi szczegółami, natomiast pierwotna wersja godła Rosyjskiej FSRR, używana w latach 1918–1920 miała odmienny wygląd. W latach 1992–1993 (a więc już po upadku Związku Radzieckiego) obowiązywała zmieniona wersja godła – zamiast liter RFSRR widniał napis Federacja Rosyjska.
Godło Rosyjskiej FSRR było podstawą opracowywania godeł republik autonomicznych wchodzących w skład Rosji radzieckiej. Standardowo jako symbole tych autonomii przyjmowano właśnie godło Rosyjskiej FSRR uzupełnione o częściowo skróconą nazwę danej jednostki polityczno-administracyjnej w języku rosyjskim oraz w języku właściwym dla danej republiki (w przypadku Tatarskiej ASRR – tylko w języku tatarskim, bez wersji rosyjskiej). Także napis wzywający do jedności proletariatu zawierał dwie wersje językowe.
Przykładowe godła będące modyfikacjami godła Rosyjskiej FSRR
| Godło Baszkirskiej ASRR        | Godło Buriackiej ASRR | Godło Czuwaskiej ASRR | Godło Jakuckiej ASRR                  |
| Godło Kałmuckiej ASRR          | Godło Karelskiej ASRR | Godło Maryjskiej ASRR | Godło Komijskiej ASRR                 |
| Godło Północnoosetyjskiej ASRR | Godło Tatarskiej ASRR | Godło Udmurckiej ASRR | Godło Niemieckiej Nadwołżańskiej ASRR |